# Шейдулла-лентяй
«Шейдулла-лентяй» — российский рисованный мультфильм, созданный на студии «Пилот» в 2004 году. Режиссёры Сергей Гордеев и Рим Шарафутдинов создали его по мотивам даргинской народной сказки. Кстати, аналогичные сюжеты есть в азербайджанском, молдавском, казахском, армянском фольклоре (правда, в казахском варианте лентяй уцелел и взялся за ум).
Мультфильм входит в мультсериал «Гора самоцветов». В начале мультфильма — пластилиновая заставка «Мы живём в России — Дагестан».

## Сюжет
Жил-был в одном горном селении человек по имени Шейдулла. И был он такой ленивый, что никакими словами и не расскажешь. На все просьбы жены он отвечал: «Неохота! И так сойдёт». Всех его овец унёс орёл, пока он спал. Хозяйство, из-за его лени и неумения что-либо делать, полностью развалилось, даже дом сгорел. Доведённая до отчаяния жена послала лентяя к большому мудрецу, который живёт далеко в горах, чтобы тот научил, как жить дальше.
По пути Шейдулла встретил больного волка, большую рыбу и сохнущую яблоню. Все они попросили узнать у мудреца об их судьбе. Наконец Шейдулла добрался по горам до мудреца. Мудрец поговорил с Шейдуллой и ответил. У яблони под корнями зарыт большой кувшин с серебром, надо его выкопать, тогда яблоня расцветёт и у неё будет много яблок. У рыбы в горле застрял алмаз, надо его вытащить и рыба будет здорова. А волку, чтобы избавиться от хвори, надо проглотить первого лентяя, который ему попадётся.
А просьба Шейдуллы уже исполнена. И пошёл лентяй назад. Рассказал обо всём яблоне, но выкапывать серебро ему было неохота. Рассказал рыбе, но трудиться не захотел. Рассказал волку, и понял волк, что большего лентяя ему не надо искать, так как он сам к нему пришёл, и волк проглотил его целиком. С тех пор Шейдуллу никто больше не видел. Но вот лентяи и бездельники всё ещё встречаются.

## Роли озвучивали
| Актёр              | Роль              |
| ------------------ | ----------------- |
| Сергей Баталов     | Волк              |
| Александр Леньков  | Рыба / Яблоня     |
| Лариса Некипелова  | Жена Шейдуллы     |
| Станислав Стрелков | Рассказчик        |
| Валерий Чигляев    | Шейдулла / мудрец |

## Создатели
| Режиссёры                             | Сергей Гордеев, Рим Шарафутдинов |
| Автор сценария                        | Рим Шарафутдинов |
| Художник-постановщик                  | Валентин Телегин |
| Художественный руководитель           | Александр Татарский |
| Композитор                            | Илико Читашвили |
| Звукорежиссёр                         | Екатерина Железкова |
| Аниматоры:                            | Наталья Бекшаева, Алла Белоконь, Андрей Бесараб, Елена Божко, Игорь Вержиковский, Алла Езерская, Владислав Емец, Елена Зеркалий, Алексей Казаков, Марина Карпова, Александр Киянский, Астра Лахтай, Сергей Огурцов, Валерий Пойлов, Александр Попов, Елена Радченко, Александр Сидоренко, Андрей Сидоров, Елена Сумцова, Ольга Сухомлин |
| Ассистент художника-постановщика      | Ольга Титова |
| Художники:                            | Сергей Волощенко, Наталья Голубченко, Елена Лопатко, Ольга Новикова, Юлия Несмиянова, Ольга Огуцова, Анжела Орленко, Артём Подгорный, Елена Руденко, Александр Сафьянов, Виктория Скрипниченко, Галина Субочева, Наталья Умрихина, Алина Черепахина, Ольга Чикина, Татьяна Шабельник, Ольга Шипак                                       |
| Ассистент режиссёра                   | Оксана Фомушкина |
| Съёмка и спецэффекты                  | студия «Воскресение» |
| Директор картины                      | Людмила Коптева |
| Продюсер                              | Ирина Капличная |
| Над пластилиновой заставкой работали: | - Режиссёр — Сергей Меринов - Художник-постановщик — Эдуард Беляев - Композитор — Александр Гусев - Художники — Галя Голубева, Юля Дащинская - Аниматоры — Наташа Акашкина, Наташа Соколова - Съёмка и спецэффекты — Юля Милехина, Андрей Пучнин - Голос от автора — Александр Леньков                                                  |
| Художественный совет проекта          | Эдуард Назаров, Александр Татарский, Михаил Алдашин, Валентин Телегин, Георгий Заколодяжный |
| Руководитель проекта                  | Александр Татарский |
| Генеральный продюсер проекта          | Игорь Гелашвили |

## Премьера и награды
- 2005 — Премьерный показ первых 11 фильмов из цикла «Гора самоцветов»[1] состоялся в феврале 2005 года в рамках Х Открытого российского фестиваля анимационного кино в Суздале.[2]
- 2005 — Диплом жюри Х ОРФАК в Суздале (2005) "Коллективному разуму Большой киностудии «Пилот», энергично создающему «Гору самоцветов».[3]
- 2005 — МКФ «Крок» 2005. Жюри приняло решение учредить специальный приз «За уникальность проекта и высокий художественный уровень» — Анимационной студии «Пилот» (Россия) за цикл «Гора самоцветов».[4]
- 2006 — Национальная премия в области кинематографии «Золотой Орел» за 2005 г. в категории «Лучший анимационный фильм» — циклу «Гора Самоцветов»(11 мультфильмов за 2004 год).